# Bruzdkowanie holoblastyczne
Bruzdkowanie holoblastyczne, bruzdkowanie całkowite – rodzaj bruzdkowania, w którym dochodzi do całkowitego podziału zarodka (określanego jako jajo holoblastyczne) na blastomery potomne. Podlegają mu zwykle jaja izolecytalne. Może przebiegać na dwa sposoby:
- bruzdkowanie holoblastyczne równomierne – powstające blastomery mają identyczną wielkość;
- bruzdkowanie holoblastyczne nierównomierne – powstają większe makromery zawierające żółtko oraz mniejsze, bezżółtkowe mikromery (podobnie jak w bruzdkowaniu spiralnym).